# Hoplia argentea
Hoplie argentée
Espèce
Synonymes
- Hoplia farinosa (Linnaeus)
- Scarabaeus argenteus  Poda, 1761
- Scarabaeus farinosus Linnaeus, 1761

Hoplia argentea, l'hoplie argentée, est une espèce d'insectes coléoptères de la famille des Scarabeidae.
Comme les autres espèces du genre Hoplia, elle a des pattes postérieures assez longues terminées par un ongle unique. Le mâle a une couleur jaune-vert.
L'espèce est présente dans la plupart de l'Europe, surtout à l'étage montagnard. Elle est assez fréquente en France. Elle se trouve dans les prairies et lisières, notamment sur les ombellifères.